# Reometr impedancyjny
Reometr impedancyjny - urządzenie diagnostyczne wykorzystywane w medycynie.
Reometr umożliwia pomiar impedancji wybranego segmentu ciała lub fragmentu tkanki. Przy użyciu reometru możliwe jest: określenie parametrów przepływu krwi, stanu krążenia peryferyjnego przy równoczesnym użyciu badań okluzyjnych, zbadanie parametrów oddechowych oraz wiele innych badań specjalistycznych.
Zasada działania reometru (uproszczenie) - za pomocą elektrod wprowadza się do ciała pacjenta prąd o dużej częstotliwości (np. 100 kHz) i małej amplitudzie (np. 1mA). Ten prąd nazywany jest prądem aplikacyjnym i jest nieodczuwalny dla pacjenta. Elektrody odbiorcze mierzą wartość tego prądu po przejściu przez tkanki i jego zmiany w czasie. 

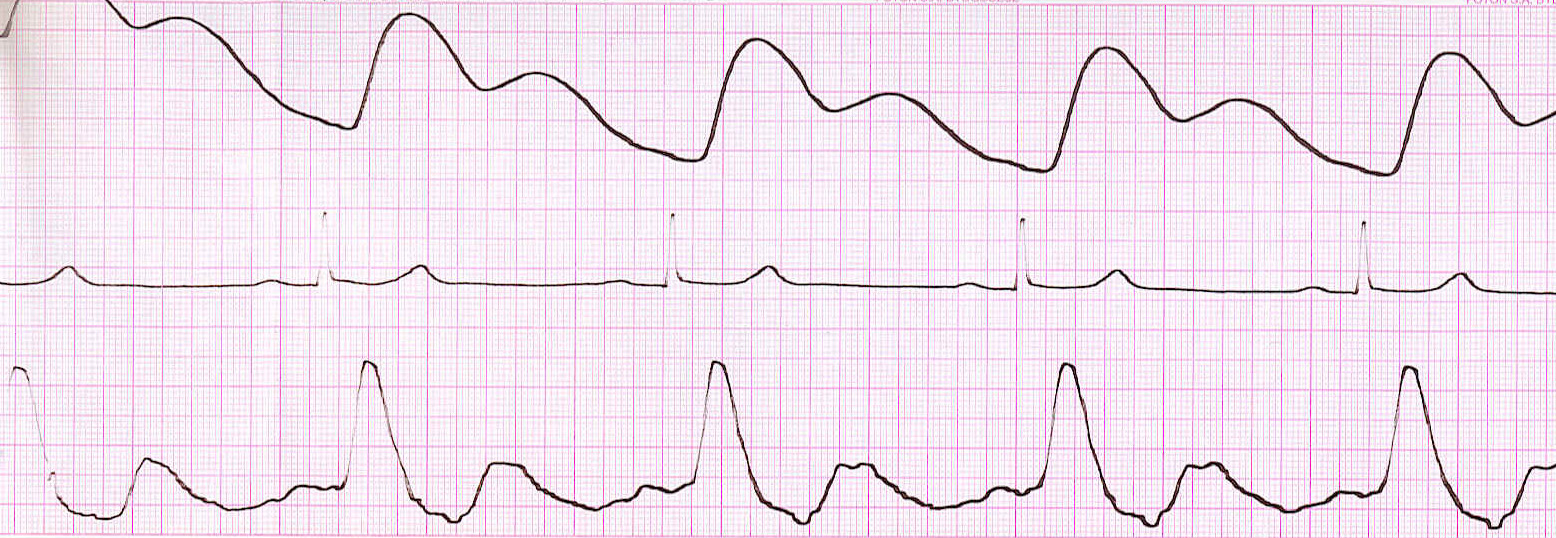
Przykładowy reogram (reokardiogram)

Przebiegi (patrząc od góry) przedstawiają odpowiednio: zmiany badanej impedancji w czasie, zapis EKG z II odprowadzenia kończynowego Einthovena, oraz pochodną impedancji po czasie ({\displaystyle dz/dt}) 

Przeczytaj ostrzeżenie dotyczące informacji medycznych i pokrewnych zamieszczonych w Wikipedii.